# 迭台寺乡
迭台寺乡，是中华人民共和国山西省忻州市宁武县下辖的一个乡镇级行政单位。2021年5月，撤销圪𡑍乡，整建制并入迭台寺乡。以原圪𡑍乡和原迭台寺乡的行政区域为迭台寺乡的行政区域。

## 行政区划
迭台寺乡下辖以下地区：
唐家山村、葛家沟村、余家沟村、小胡家沟村、乱才沟村、寺儿梁村、长梁村、马圈湾村、伙家村、瓦窑沟村、忻州峪村、西岭村、土窑沟村、麻黄沟村、迭台寺村、胡家沟村、西沟村、滩泥沟村、石洞沟村、石庄村、上余建沟村和唐庄村。